# Wingene
Wingene là một đô thị ở tỉnh Tây Flanders. Đô thị này gồm các thị trấn Wingene proper and Zwevezele. Tại thời điểm ngày 1 tháng 1 năm 2006, Wingene có dân số 13.136 người. Tổng diện tích là 68,42 km² với mật độ dân số là 192 người trên mỗi km².